# Salò, avagy Szodoma 120 napja
A Salò, avagy Szodoma 120 napja (Salò o le 120 giornate di Sodoma / Salò ou les 120 journées de Sodome) 1975-ben készült színes, olasz–francia film. De Sade márki hírhedt regénye nyomán Pier Paolo Pasolini a filmtörténet egyik legszélsőségesebb alkotását rendezte meg, amely több országban még az új évezredben is tiltólistán szerepel, vagy csak cenzúrázott formában hozzáférhető.

## A cselekmény
|  | Alább a cselekmény részletei következnek! |

Helyszín: az észak-olaszországi Salò, a Garda-tó partján, a fasiszta uralom idején. A Hatalmat szimbolizáló négy úr fegyveresek segítségével fiatal fiúkat és lányokat ejt foglyul. A legszebbeket kiválogatják, és egy kastélyba vonulnak velük. Itt szigorú rendszabályok szerint tartják fogva őket. Az Orgiák termében mindennap idős prostituáltak különleges perverzitásokról szóló történetekkel szítják fel a négy hatalmasság szexuális vágyait, melyeket ők aztán a fiatalokon vezetnek le. A mániák után az emberi ürülék, majd a vér lesz a történetek központi témája, végül a sokkoló fináléban a négy úr testőreik segítségével, a kastély zárt udvarán, válogatott kegyetlenséggel kivégzi a foglyokat.

## Pasolini aSalòról
„A Salòval mindazokhoz fordulok, akik hozzám hasonlóan gyűlölik a Hatalmat azért, amit az emberi testtel művel: dologgá aljasítja, s ezáltal az embert megfosztja személyiségétől. A hatalom anarchiája ellen is szólok, mert a hatalomnál nincs anarchikusabb, mert a hatalom mindig azt teszi, amit akar, a végletekig önkényes, kizárólag saját szükségletei hajtják, más logikát nem tűr. Mindenki azt a hatalmat gyűlöli legjobban, amely leigázza. Én tehát különös hévvel gyűlölöm azt a hatalmat, amelytől most, 1975-ben szenvedek. Ez a hatalom olyan rettenetes eszközökkel manipulálja a testet, hogy még Hitlertől sincs mit irigyelnie.”

## Az előzmények

### Irodalmi háttér
A film a szadizmus névadója, De Sade márki (1740–1814) magyar nyelven is megjelent Szodoma 120 napja (Les 120 journées de Sodome) című regényének motívumain alapul. Az írásmű keletkezési idejét általában 1785-re teszik, de a különböző forrásanyagokban 1787-es dátummal is találkozhatunk. A megbotránkoztató regény egyik célja megcáfolni az erkölcs és a hit mindenhatóságáról szóló korabeli nézeteket.

### A forgatókönyv
A Szodoma 120 napja hosszú ideje izgatta a filmesek fantáziáját. Állítólag mások mellett már a fiatal Luis Buñuel is foglalkozott a megfilmesítés gondolatával, ám a terjedelmes és nehéz anyag miatt végül mindenki letett a nehéznek tűnő vállalkozásról. Sergio Citti, a Magyarországon kevéssé ismert forgatókönyvíró-filmrendező azonban kitartó volt: forgatókönyvet írt a műből. Terjedelmes változata túlságosan erősen kötődött a regényhez, ezért Citti jó barátja, Pier Paolo Pasolini segítségét kérte. Pasolini javaslatára a cselekményt a fasiszta Salói Köztársaság idejére helyezték át, és a négy mesélő nő egyike zongorista lett, akinek játéka részben aláfesti, máskor ellenpontozza a történeteket. A szkript megírásában Pupi Avati is részt vett, ő azonban azt javasolta, hogy az egészet ironikusan kéne előadni. Elképzelése nem találkozott Pasolini koncepciójával, és Avati neve nem is szerepel a stáblistán.

### Dante pokla
A közös forgatókönyvírás során Citti lassan elveszítette érdeklődését a téma iránt, Pasolini viszont egyre inkább belemelegedett a munkába. Dante Isteni színjáték című művének szerkezete nyomán a Salòt körökre osztotta: A Pokol tornáca, A mániák köre, A szar köre, A vér köre. Mindegyik egyre mélyebbre viszi a nézőt az embertelenség poklába, és ezt az alászállást szimbolizálják a körökben látható egyre bizarrabb házassági ceremóniák, melyek egyben annak bizonyítékai is, hogy a polgári társadalmat képviselő urak saját intézményrendszereiket sem tekintik szentnek. Egyes kritikusok szerint azonban a dantei szerkezetnek semmi jelentősége sincs a film egésze szempontjából.

### Történelmi háttér
A Salòi Köztársaság hivatalos neve Olasz Szociális Köztársaság volt: közkeletűbb nevét központjáról, a festői szépségű tóparti városról, Salòról kapta. Ez a bábállam volt az olasz fasizmus utolsó mentsvára: 1943-ban hozták létre, és a háború végéig létezett. Benito Mussolini volt a miniszterelnöke, akit Hitler helyezett ebbe a pozícióba, miután megbízottja, Otto Skorzeny egy kommandó élén kiszabadította Mussolinit Gran Sassó-i fogságából. A Salòi Köztársaság a fasizmus kegyetlenségének és embertelenségének szimbóluma.

## Így készült a film

### A színészekről
Pasolini korábbi filmjei esetében is mindig nagy figyelmet fordított a szereplők kiválasztására. Soha nem arra törekedett, hogy szereplői minél tökéletesebben játsszanak, hanem arra, hogy minél hitelesebben éljék a szerepüket. Éppen ezért igen gyakran foglalkoztatott amatőröket, akiknek már külső megjelenése is tükrözte mindazon jellegzetességeket, melyek az adott figurákat jellemezték. A Salò legtöbb szerepére ugyancsak amatőröket választott, és csak azokra a szerepekre szerződtetett hivatásos színészeket, ahol színészi előképzettségre volt szükség. A mesélő hölgyeket például kivétel nélkül tapasztalt színésznők játsszák: Elsa De Giorgi az 1930-as évek–1940-es évek népszerű színésznője volt, a szintén akkortájt filmezni kezdő Caterina Boratto azonban csak az 1960-as évektől kapott különösen sok filmszerepet. Hélène Surgère és Sonia Saviange az Asszonyok, asszonyok című 1974-es filmben nyújtott alakításukkal hívták fel magukra Pasolini figyelmét. A négy hatalmasság közül csupán Paolo Bonacelli volt hivatásos színész. Umberto Paolo Quintavalle civilben író volt, Giorgio Cataldi Pasolini régi jó barátja, Aldo Valletti pedig statisztaszerepeket játszott addig (és a Salò után is). Az áldozatok szerepére Pasolini többnyire ismeretlen amatőröket választott, köztük saját felfedezettjét, Franco Merlit, aki előző filmje, Az Ezeregyéjszaka virágai főszereplője volt. Esetükben fontos szempont volt, hogy ne érezzék magukat feszélyezve, mikor meztelenül állnak a kamera elé. A komoly szexfilmes múlttal rendelkező Dorit Henke számára ez valószínűleg nem volt gond. Az áldozatokat alakító fiatalok közül számottevő színészi karriert később csak Antonio Orlando futott be, aki olyan jeles rendezők filmjeiben kapott kisebb-nagyobb feladatokat, mint Carlo Lizzani, Walerian Borowczyk, Werner Schroeter, Pasquale Festa Campanile, Luigi Comencini és Pasquale Squitieri. A testőröket játszó négy fiatalember (Guido Galletti, Efisio Etzi, Rinaldo Missaglia és Giuseppe Patruno) esetében nem volt követelmény az átlagon felüli intim méret: a szükséges jelenetekben műpéniszek használatával érték el a kívánt hatást.

### A forgatásról
A filmet 1975 márciusa és májusa között forgatták, zömmel Salò városában, de bizonyos jeleneteket máshol, például a Cinecittà stúdióiban vettek fel. Pasolini szinte hermetikusan elzárta a külvilágtól a stábot, állítólag még a producer, Alberto Grimaldi sem jutott be a forgatásra. Az óvintézkedésekre nem csak nagyzolásból volt szükség: a stábot több fenyegetés érte, melyek miatt olykor rendőri védelmet is kaptak. Ugyanakkor maga a forgatás meglepően derűs légkörben zajlott, állítólag a legnagyobb gond az volt, hogy az amatőrök el ne nevessék magukat egy-egy szörnyű jelenet felvétele közben. Velük egyébként csak néhány perccel a kamerák elindítása előtt közölték, hogy éppen melyik jelenetet fogják rögzíteni: Pasolini ezzel is arra törekedett, hogy a fiatalok reakciói minél hitelesebbek legyenek. A hivatásos színészek számára Pasolini olykor megengedte az improvizációt, de általában igyekeztek az egész filmet úgy forgatni, hogy később minél kevesebb vágásra legyen szükség.

## Végső változat?
A Salò végső változatának összeállítását nagyban megnehezítette, hogy ismeretlen tettesek 1975. augusztus 27-én betörtek a római Technicolor laboratóriumba, és ellopták a filmtekercsek egy részét. Állítólag a rendező a megmaradt, illetve a fel nem használt anyagokból volt kénytelen összevágni a filmet. Beszélik, hogy Pasolinit az ellopott tekercsek visszaadásának szándékával csalták tőrbe és gyilkolták meg 1975 novemberében. Számos fotó maradt fenn olyan jelenetekről, melyek a film végső változatában nem láthatók. Joggal feltételezhető az is, hogy valamennyi áldozat megkínzását és megölését filmre vették, ám a kész filmbe ezeknek csak egy része került be. Feltűnő, hogy a Paolo Bonacelli megformálta Herceg nem látható a film végén olyan képsorokban, melyekben saját kezűleg kínozná az áldozatokat, noha a standfotók tanúsága szerint vele is készültek ilyen jelenetek. Az IMDb szerint a műnek létezik egy közel hatórás változata is, ám ez alighanem pletyka, tekintve Pasolini forgatási módszerét, illetve a lopás okozta károkat. Az azonban nem kizárt, hogy a rendező bizonyos meglévő anyagokat tényleg nem használt fel: egy ilyen jelenet látható is a francia DVD kiadás egyik extrájában. (A magyar DVD-verzió extrái megegyeznek a francia kiadáséval, ám maga a film a gyengébb minőségű angol DVD alapján került a hazai kiadványra.) 2006 szeptemberében, a velencei filmfesztiválon mutatták be Giuseppe Bertolucci 63 perces, a Salònak szentelt dokumentumfilmjét (Pasolini prossimo nostro), mely számos érdekes anyagot tartalmaz. (A dokumentumfilm olasz DVD-változatának extrái között fotók segítségével rekonstruáltak néhány jelenetet a Salò elejéről.) 7200 fotó állt Bertolucci rendelkezésére, melyek egy részét attól a Gideon Bachmanntól kapta, aki annak idején Federico Fellini Fellini-Satyricon (1969) című alkotásának elkészítését is dokumentálta a Ciao, Federico! című értékes munkájával.
2006-ban terjedt el az illetékesek által megerősített hír, hogy az amerikai Criterion kiadó – amelyik annak idején elsőként adta ki a Salòt DVD-n, erősen korlátozott (2000 darabos) példányszámban – 2007-ben újra forgalomba hozza a filmet. Az előzetes hírek a kópia felújításáról és arról szóltak, hogy mintegy 50 percnyi, eddig még nem látott anyaggal bővítik ki a lemezt. 2007 második felében viszont már az a hír terjedt el, hogy az amerikai jogok továbbra is tisztázatlanok, ezért az új kiadás megjelenése elmarad. 2008 májusában a Criterion bejelentette, hogy nyár végén kétlemezes kiadásban újra kiadják a filmet, digitálisan felújított transzferrel, a korábbi francia kiadás extráival, továbbá új, eddig még nem látott extra anyagokkal (például egy 40 perces dokumentumfilmmel az eredetileg tervezett befejezésről), valamint egy új esszéket tartalmazó booklettel.

## Rokon alkotások
Noha a Salòt szélsőségei miatt afféle magányos monstrumnak tekintik a filmtörténetben, mégsem teljesen előzmények és következmények nélkül való. Maga Pasolini ezzel a filmjével mintegy befejezi annak a bomlási folyamatnak az ábrázolását, melyet a polgári társadalomra vonatkoztatva a Teoréma (1968) és a Disznóól (1969) című alkotásaiban kezdett meg. Másrészt mozgóképes formában tagadja meg saját előző filmjeit, Az Élet trilógiáját, melynek alapelveit írásban is visszavonta. (Ezt csak halála után publikálták.) Ezekben az években főleg az olasz filmesek körében volt divatos a fasizmust nemi perverziókkal párhuzamba állítva elemezni: Luchino Visconti Elátkozottak (1969), Liliana Cavani Az éjszakai portás (1974), Bernardo Bertolucci Huszadik század (1976) és Tinto Brass Salon Kitty (1976) című munkái tartoznak ezen irányzat híresebb és jobb darabjai közé. Ugyancsak ebben az időszakban egyes filmesek olyan alkotásokat készítettek, melyek azt vizsgálták, hogy többé-kevésbé elzárt környezetben mi a szexualitás szerepe az emberi kapcsolatokban. A témának adózott Bernardo Bertolucci (Utolsó tangó Párizsban, 1972), Marco Ferreri (A nagy zabálás, 1973), Jancsó Miklós (Magánbűnök, közerkölcsök, 1976) és Nagisa Oshima (Az érzékek birodalma, 1976) is. Meztelenség, szexualitás és Hatalom kapcsolatának ábrázolásában Pasolini Jancsó jobb filmjeit tekintette követendő példának.

## A film fogadtatásáról

### Az ősbemutató
A Salò ősbemutatóját néhány héttel Pasolini halála után, 1975. november 22-én tartották, Párizsban. Sokan állítólag vetítés közben távoztak a teremből. A fogadtatás ugyanolyan szélsőséges volt, mint maga a film, és némi zavart okozott a tisztánlátásban a művész borzalmas halála is. Egyesek úgy érezték, emiatt nem szabad rosszat írniuk a filmről, mások viszont úgy gondolták, csak rosszat lehet és szabad írni róla. Nyilvánvalóan semmilyen figyelmet nem érdemelnek az olyan vélemények, amilyeneket magyar weboldalak fórumain is olvashatunk, melyek szerint Pasolini csak azt kapta ezért a filmért, amit megérdemelt, s virágot inkább a gyilkosa sírjára kell majd vinni. A legtöbb nézőt ugyanakkor annyira sokkolta a brutális látvány, hogy nem voltak hajlandók azon gondolkodni, milyen célja lehetett mindezzel a közismerten haladó gondolkodású, nagy műveltségű rendezőnek. Intellektuálisabb megközelítésből némelyek azt emlegették, hogy Pasolini tökéletesen félreértette De Sade-ot, aki éppenhogy az egyén szabadsága mellett tört lándzsát, és legkevésbé sem tekinthető a hatalom, az elnyomás és a szexuális kizsákmányolás zászlóvivőjének. Mások úgy vélik, hogy a film döbbenetes allegória a fasizmus és általában minden elnyomó rendszer működési mechanizmusairól. Több mint három évtized után ugyanolyan szélsőséges a Salò megítélése, mint az ősbemutató idején.

### ASalòMagyarországon
A Salò 1988. szeptember 24-én került először nyilvánosan a magyar közönség elé, egy nagyszabású, de bérlettel látogatható Pasolini-retrospektív keretében a Tanács körúti volt Filmmúzeumban. A fogadtatás hatására a néhány nappal későbbre meghirdetett nyilvános előadások elmaradtak. Az ezt követő években az Örökmozgó filmszínház vetített néhány alkalommal egy fekete-fehér, megvágott változatot. A Budapest Film 1995 márciusában szűkített forgalmazásban mutatta be a filmet: az érdeklődés óriási volt, de a Pasolinit alig vagy egyáltalán nem ismerő közönség zömmel csalódottan, felháborodva vagy undorodva távozott a vetítőteremből. 2003 novemberében a film VHS-en is megjelent nálunk, 2005 márciusában pedig DVD formátumban is kiadták.

### Magyar kritikai visszhang
„A Salò a jelen elfogadása. Túl minden reményen könyörtelen tanulmány az embertelenségről. Pasolini könyörtelen tudatossággal, szinte élveboncoló pontossággal építi fel filmprózáját, visszájára fordítva mindent, ami filmjeit eddig jellemezte. A történések közvetlensége helyébe kimódolt teatralitás, többszörös áttételeken át érvényesülő szerepjátszás lép. […] A film a Pó-síkság – az olasz filmművészetben oly kitüntetett szerepet játszó – képeivel indul. Mintha fázós, hidegrázásos álomban látnánk, hogyan terelik össze a kiskatonák az áldozatul szánt fiatalokat. Messze van már a Csóró vakító napsütése vagy Az Ezeregyéjszaka homokjának különös csillogása. A mozdulatok kimértek, pontosak – nem az élet zajlik a szemünk előtt, előkészületek folynak egy ceremóniához. A bevezető képsorok után a továbbiak szigorúan zárt térségben, egy fantasztikus palota belsejében játszódnak. A hatalom négy képviselője, egy Herceg, egy Kegyelmes úr, egy Főpap és egy Elnök celebrálja sátáni rítusát, amelynek során az összegyűjtött fiatalokat előbb tökéletesen kiszolgáltatottá teszik, testileg-lelkileg lealjasítják, végül ténylegesen megsemmisítik. Az anarchisztikus hatalom mögött fegyverek állnak, korlátlan uralmát azonban jobban támogatja az áldozatok bűnrészessége. A Dante Komédiájának mintájára körökben szerveződő pokol legsötétebb pillanatai, amikor az áldozatokat a szabadság illúziója vagy a túlélés reménye arra készteti, hogy egymást és önmagukat megalázva szinte felkínálkozzanak a legsötétebb erőszak számára.”

(Csantavéri Júlia: „Álom valamiről” – Pasolini filmköltészete. In: Filmvilág 1988/10, 2–5. oldal)
„Egy sokoldalú, érzékeny és értelmes, nagy tehetség riasztó melléfogása lett a Salo. Pasolini, semmibe véve Sade szellemét, a képzeletbeli, filozófiai játék helyszínéül szolgáló kínkastélyhoz Dante Pokoljának keretét szerette volna alkalmazni. Filmjét egy bevezetés után (A pokol tornáca) dantei »körökkel« (alcímekkel) látta el, és ezek köré szerkesztette. Úgymint: A mániák köre – A szar köre – A vér köre. Figyelemre méltó, hogy e »körök« valójában önkényesek és felejthetőek, a film szerkezetére alig vonatkoznak. […] A motívumok és epizódok valóban Sade márki Szodoma 120 napja című vaskos filozófiai kegyetlenség-enciklopédiájából és tételregényéből valók, azonban a mű szelleme sehol. Még antitézis formájában, még kifordított mivoltában sem leljük. […] A Salo… menthetetlenül primitív és együgyűen fantáziátlan, óvodás tákolmány. […] De lehet, hogy tévedek, és a jövő e primitív képet igazolja. Mindenesetre a műalkotásokban is csak vagy elsősorban politikára figyelő »aktualizálók«, politológusok és minden rendű s rangú médiaszakértők helyzete e film kapcsán hirtelen kedvezőnek látszik. Egy-egy új olasz politikus kísértetiesen hasonlít a Salo sovány veresróka küllemű főperverzére. Pasolini bosszút áll a művészetet nem politikai üzenetért becsülő nézőkön és kritikusokon. Sade-ot durván félreértette, a fasizmusról nem jutott eszébe semmi új, de az olasz politikusok (vagy általában a politikusok?) rókapofáját felismeri, még húsz évvel halála után is.”

(Bikácsy Gergely: Rókapofák és szarformancia. In: Filmvilág 1995/3, 49–51. oldal)

## Fontosabb szereplők
- Paolo Bonacelli (Herceg)
- Giorgio Cataldi (Püspök)
- Umberto Paolo Quintavalle (Bíró)
- Aldo Valletti (Elnök)
- Caterina Boratto (Signora Castelli)
- Elsa De Giorgi (Signora Maggi)
- Hélène Surgère (Signora Vaccari)
- Sonia Saviange (a zongorista)
- Guido Galletti, Efisio Etzi, Rinaldo Missaglia, Giuseppe Patruno (a testőrök)
- Tatiana Mogilansky, Susanna Radaelli, Giuliana Orlandi, Liana Acquaviva (szolgálólányok)
- Sergio Fascetti, Bruno Musso, Antonio Orlando, Claudio Cicchetti, Franco Merli, Umberto Chessari, Lamberto Book, Gaspare Di Jenno (fiú áldozatok)
- Giuliana Melis, Faridah Malik, Graziella Aniceto, Renata Moar, Dorit Henke, Benedetta Gaetani, Olga Andreis, Antiniska Nemour (lány áldozatok)
- Claudio Troccoli, Fabrizio Menichini, Maurizio Valaguzza, Ezio Manni (kollaboránsok)
- Ines Pellegrini (cselédlány)